# شجرة عائلة الأسرة المصرية السادسة

## مقدمة
الأسرة السادسة المصرية (حوالي 2305–2181 ق.م) تمثل أواخر عصر الدولة القديمة وتتميز بطول فترات حكم بعض ملوكها، وبداية تراجع السلطة الملكية لصالح كبار الموظفين والكهنة.
خلال هذه الأسرة ارتفع نفوذ رجال البلاط، وظهرت أول نصوص الأهرام الداخلية في عهد أوناس، قبل دخول مصر فترة الاضطراب المعروفة بالعصر الانتقالي الأول.

## التاريخ
أسس تيتي الأسرة السادسة بعد وفاة أوناس، مصمماً على تعزيز مكانة السلطة المركزية وبناء مجمع جنائزي ضخم في سقارة حيث شُيّد ضريح رئيسي وضواحي لعدد من وزرائه.
عقب تيتي تولى يوزركار الحكم بمحاولة اغتصاب، ثم استعاد بيبي الأول العرش ليبدأ عهد امتد لأثنين وخمسين عاماً.
انتهى العالم الذهبي للأسرة بسيطرة بيبي الثاني الذي امتد حكمه لنحو تسعين عاماً، الأمر الذي أضعف مركز الملك ونشطت دور العائلات النبيلة والكهنة.

## شجرة العائلة
```
Unas (انتهاء الأسرة الخامسة)
└── Teti 
    ├── Userkare
    └── Pepi I (Mery-Re)
        ├── Merenre Nemtyemsaf I
        │   └── Ankhesen‌pepi II
        └── Pepi II (Neferkare-Wadjytawy)

```

هذه الشجرة تمثل العلاقات المباشرة والمعروفة بين ملوك الأسرة وشخصيات بارزة كأنخسن‌بيبي الثانية.

## ملوك الأسرة وأفراد بارزون

### الملك أوناس (Unas)
- آخر ملوك الأسرة الخامسة ومؤسس الانتقال إلى الأسرة السادسة، أول من نقش نصوص الأهرام داخل حجرات دفنه، بما عرف بنصوص الهرم التي مهّدت للمعتقدات الجنائزية في الدولة الوسطى[4][3].

### الملك تيتي (Teti)
- أول ملوك الأسرة السادسة وحكم نحو 26 عاماً (حوالي 2305–2279 ق.م)، أسس مدفنًا ملكيًا ضخمًا في سقارة ونُقِشَت مقابرٌ لوزرائه حول هرمه[5][12].

### الملك يوزركار (Userkare)
- حكم لفترة وجيزة (حوالي 2279–2276 ق.م) بعد اغتيال تيتي، ويُعتقد أنه كان وزيراً اغتصب العرش قبل أن يستعيده بيبي الأول[11].

### الملك بيبي الأول (Pepi I)
- حكم نحو 50 عاماً (حوالي 2276–2228 ق.م)، وواصل دعم عبادة الإله رع، وعُثر على عدة معابد ومذابح شيدها باسمه في مدن مختلفة[7][8].

### الملك مرنرع نمتيإمساف الأول (Merenre Nemtyemsaf I)
- خليفة بيبي الأول وحكم نحو 10–12 سنة (حوالي 2228–2217 ق.م)، بنى مجمعاً جنائزياً في أبو جرب وأرسل بعثات لاستخراج الفيروز من سيناء[11][1].

### الملك بيبي الثاني (Pepi II)
- آخر ملوك الأسرة وحكم نحو 90 عاماً (حوالي 2217–2181 ق.م)، مما جعله صاحب أطول فترة حكم في التاريخ المصري القديم، وخلال عهده ازدادت سلطة كبار الموظفين والكهنة على حساب الملك، حتى قامت عليه أول ثورة شعبية وإجتماعية في التاريخ[9][13].

## إرث الأسرة
كانت الأسرة السادسة نهاية العصر الذهبي للهرم وتنتهي بانهيار تدريجي للسلطة المركزية ورقياً سياسيًا واجتماعيًا، مما مهّد للعصر الانتقالي الأول، وقد ترك ملوكها نصوصاً دينية ومعمارية أثرت في الممارسات اللاحقة.

## أنظر أيضًا
- قائمة ملوك مصر القديمة
- قائمة الأسر الملكية المصرية
- الأسرة المصرية السادسة